# Малак, Хедая
Хедая Малак Вахба (араб. هداية ملاك وهبة‎; род. 21 апреля 1993, Каир, Египет) — египетская тхэквондистка, бронзовый призёр Олимпийских игр 2016 года и Олимпийских игр 2020 года, победительница Всеафриканских игр, чемпионка Африки и Всемирных военных игр.

## Биография
Малак начала заниматься тхэквондо в возрасте 6 лет вместе со своим младшим братом. В 14 лет она стала первой в чемпионате провинции Гиза, а затем и в чемпионате Египта.
В 2012 году Малак приняла участие в Олимпийских играх, проходивших в Лондоне. Одолев в первом раунде женского турнира до 57 кг новозеландку Робин Чхон, в четвертьфинале она уступила Марлен Арнуа из Франции.
На Олимпиаду 2016 года в Рио-де-Жанейро Малак отобралась как третий номер мирового рейтинга своей весовой категории. Победив в первых раундах турнира до 57 кг Дорис Патиньо и Маю Хамаду, в полуфинале она уступила Эве Кальво из Испании. В утешительном турнире Малак одолела бельгийку Рахелех Асемани, завоевав тем самым бронзовую медаль.